# Фосомбронія ямчаста
Фосомбронія ямчаста (Fossombronia foveolata) — вид печіночників родини Fossombroniaceae.
Батьківщиною є Європа та Північна Америка.